# ستوبر (فلم)
ستوبر : Stuber) هو فيلم كوميدي أمريكي صدر عام 2019 من إخراج مايكل دوز وكتابة تريبر كلانسي. و بطولة كميل نانجياني وديف باتيستا وأيكو أويس

## القصة
يقوم شرطي سريع الغضب يتعافى من جراحة العيون بتجنيد سائق أوبر معتدل السلوك لمساعدته في القبض على تاجر الهيروين الذي قتل شريكه. سرعان ما يجد الزوجان غير المتطابقين نفسيهما في يوم حافل من المواجهات وإطلاق النار أثناء ملاحقتهما للمجرمين العنيفين في شوارع لوس أنجلوس غير الطبيعية.

## طاقم العمل
- كميل نانجياني في دور ستو براساد
- ديف باوتيستا بدور فيكتور
- إيكو عويس بدور أوكا تيدجو ، مهرب مخدرات قاس وقاتل شرطي.
- ناتالي موراليس بدور نيكول مانينغ ، ابنة فيك.
- بيتي جيلبين بدور بيكا ، أفضل صديق لستو واهتمامه بالحب.
- جيمي تاترو بدور ريتشي ساندسكي
- ميرا سورفينو بدور الكابتن أنجي ماكهنري ، رئيسة فيك.
- كارين جيلان بدور سارة موريس ، شريك فيك الراحل.
- ستيف هاوي بدور فيليكس
- أمين جوزيف مثل ليون
- سكوت لورانس بصفته دكتور برانش
- رينيه موران بدور آمو كورتيز
- جوليا فاسي بدور سلون
- ميلودي بينج بدور بروك
- فيكتوريا أناستاسي بدور ميلاني
- ملاخي مالك بدور طارق
- باتريشيا فرنسية بدور الجدة دوريس
- جاي د. كاتشو في دور المحقق كرامر
- تي إم تي كازانوفا ستروكر [1]

## الميزانية والإيرادات
بلغت تكلفة إنتاج الفيلم حوالي 16 مليون دولار بينما حقق إيرادات تقدر بـ 32390945 دولار.

## وصلات خارجية
- مقالات تستعمل روابط فنية بلا صلة مع ويكي بيانات